# Île du Ramier
Pour les articles homonymes, voir Ramier.
L'île du Ramier est un ensemble d'îles situées entre les deux bras de la Garonne, au sud de la commune de Toulouse. Du nord au sud, les îles sont les îlots de Banlève, l'île du Grand Ramier, l'île d'Empalot, l'îlot des Lapins et enfin l'île de la Saudrune.

## Histoire
Ces îles sont longtemps restées isolées du reste de la ville. Les premières traces datent du XIIe siècle lorsque les actionnaires des moulins du Château-Narbonnais qui exploitent la force motrice de la Garonne, sont autorisés par Raimond V de Toulouse à construire une chaussée entre les deux rives. En 1840, l'écluse Saint-Michel est ouverte au nord de l'île.

Pont Saint-Michel en ruines en 1875. Fonds Eugène Trutat, Archives municipales de Toulouse
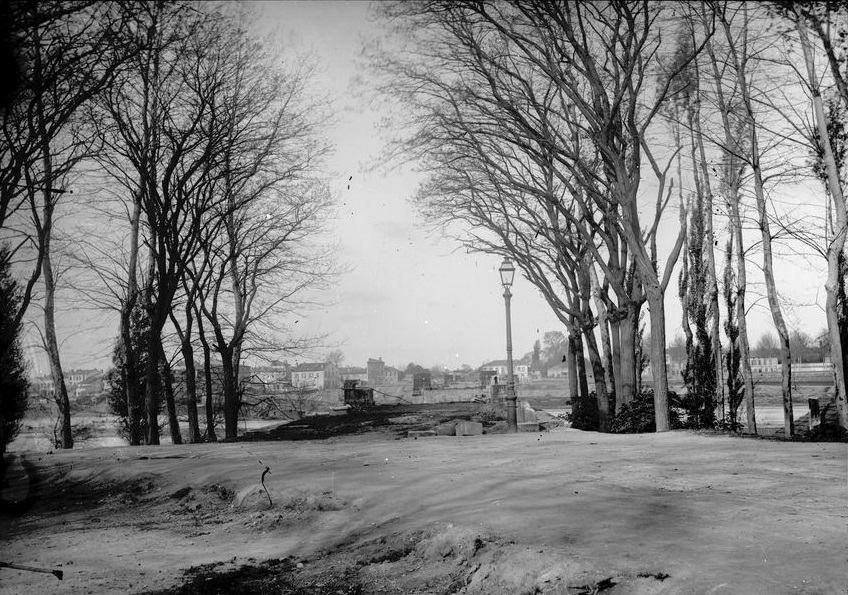
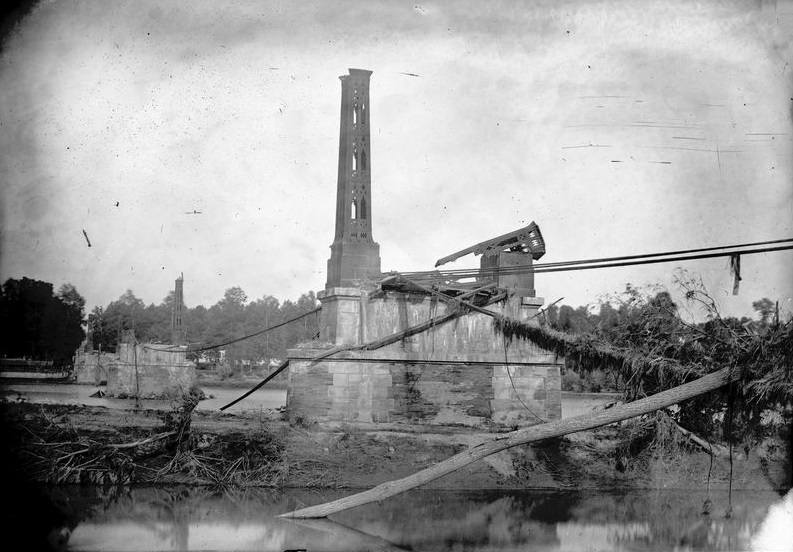

Construction du pont Saint-Michel en 1888 Fonds Eugène Trutat, Archives municipales de Toulouse
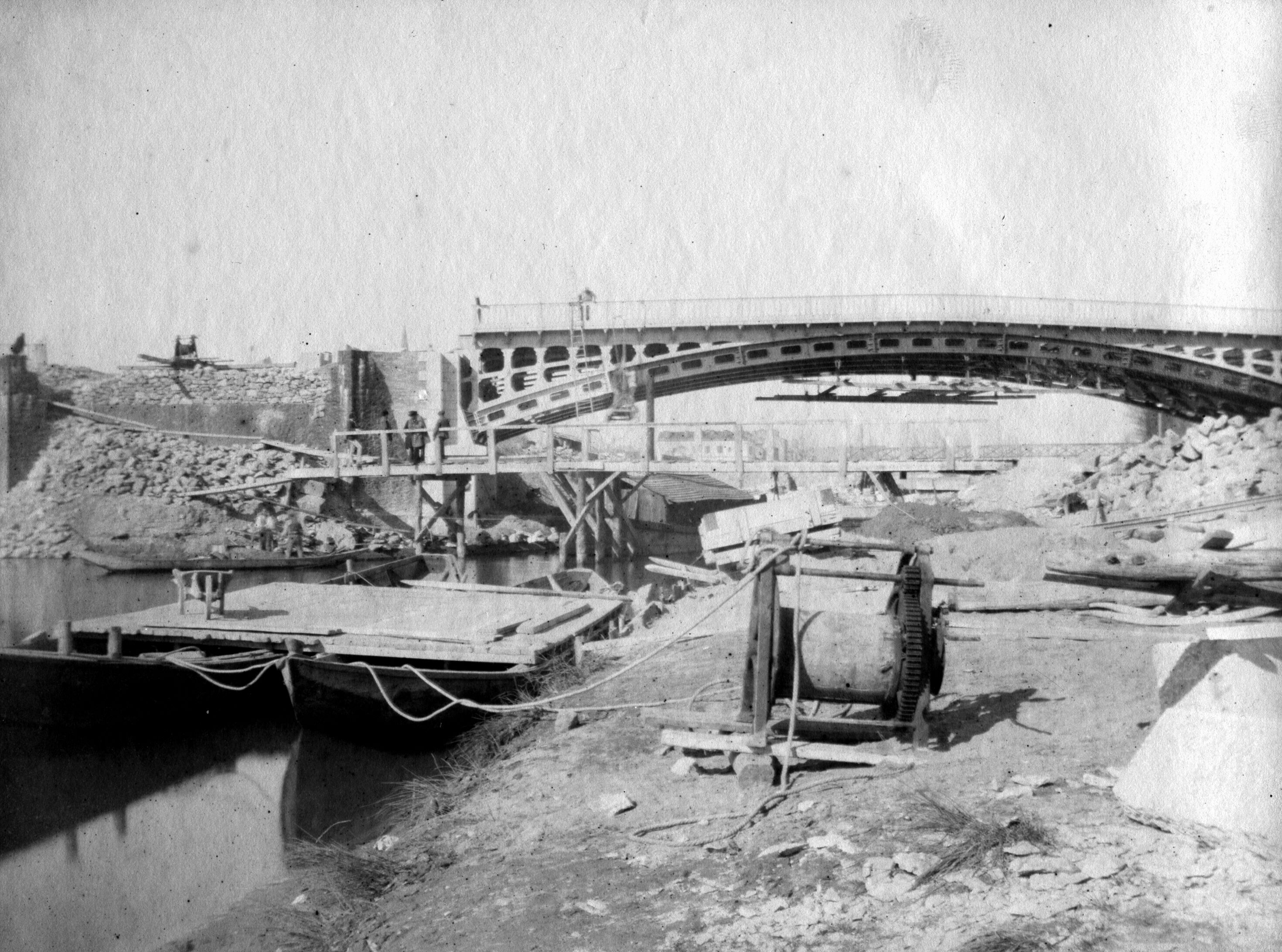
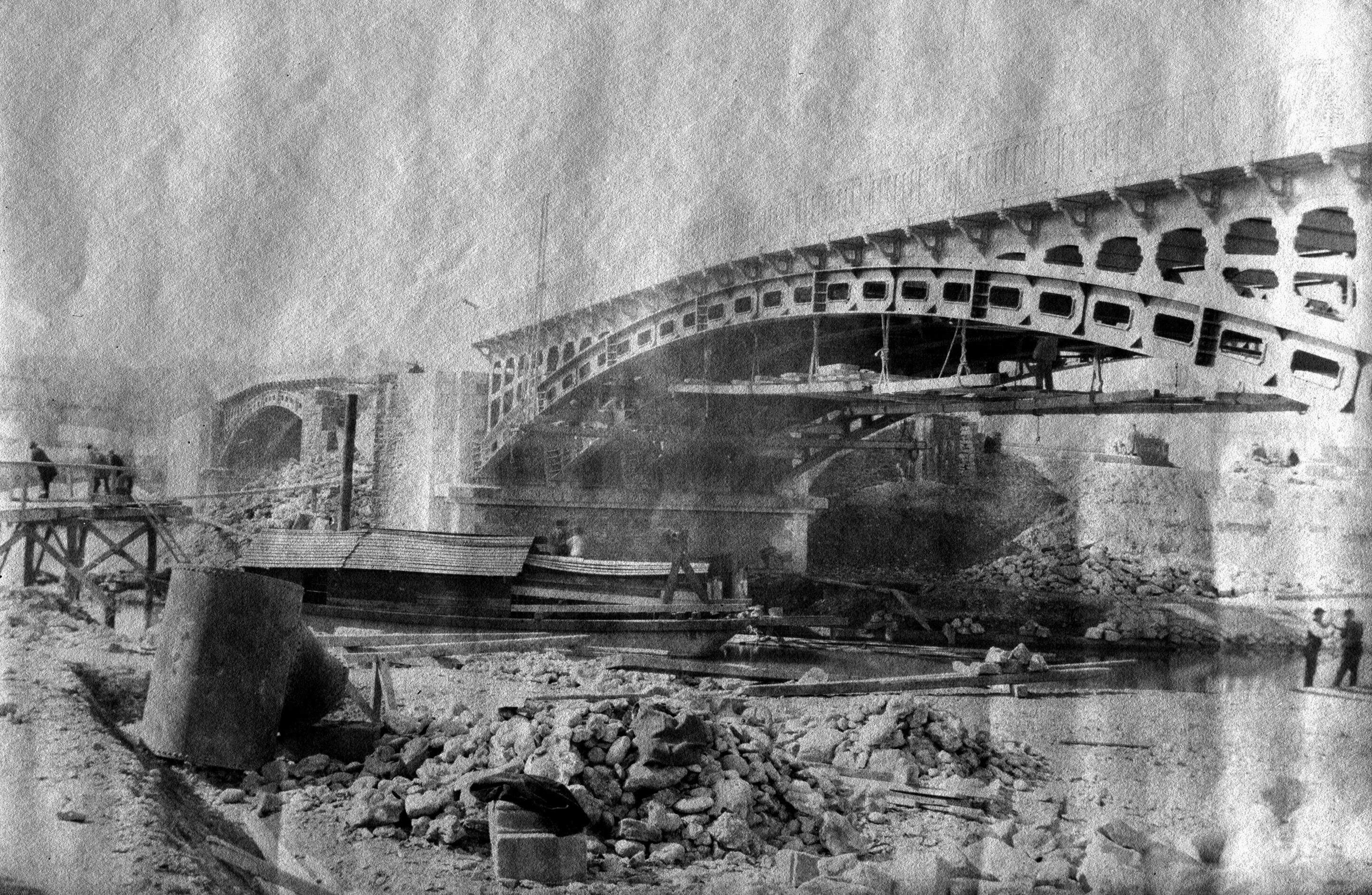

À partir du XIXe siècle, le site est intégré grâce à la construction de ponts. Le premier pont est le pont Saint-Michel construit en 1844 et suspendu au-dessus de la Garonne près de l'actuel Pont-Neuf. Après avoir été détruit lors de la crue de la Garonne en 1875, le pont est reconstruit en 1890 et l'ingénieur Eugène Freyssinet en construit un troisième entre 1955 et 1961. Les autres ponts font leur apparition sous l'impulsion de la Poudrerie qui se situe sur la rive gauche de la Garonne. Une première passerelle est construite en face d'Empalot en 1863 puis le pont du Garigliano en 1958. La liaison avec la rive gauche est effective en 1969 avec le pont Pierre-de-Coubertin qui longe le stadium et qui se poursuit par le pont de la Croix-de-Pierre. En 1916, un pont permet de relier la route d'Espagne et le chemin des étroits en passant par l'île d'Empalot.

### Lieu d'activités industrielles

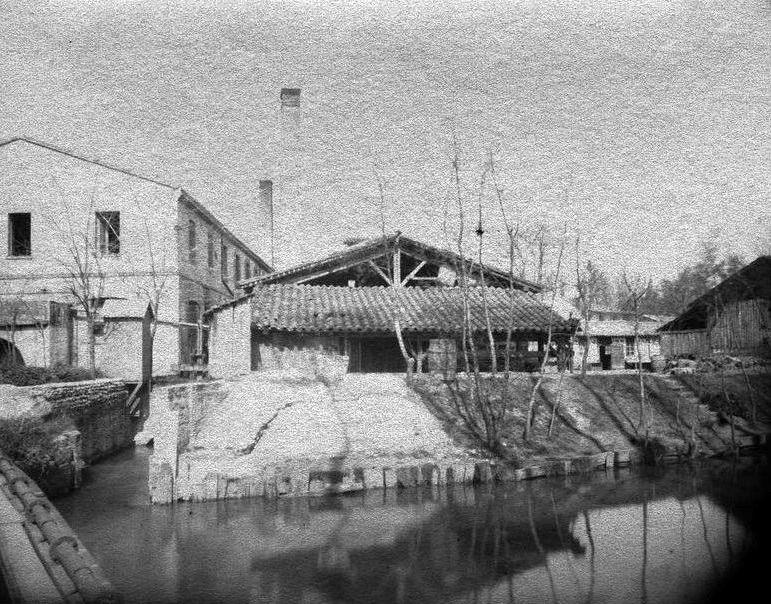
Papeterie sur l'île du Ramier. Mars 1881. Vue d'ensemble des bâtiments de la papeterie. Archives municipales de Toulouse, photographie par Eugène Trutat.

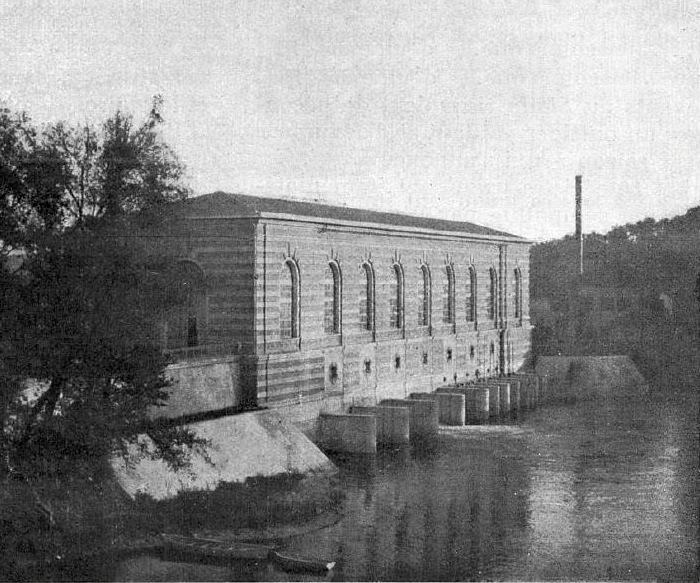
L'usine hydroélectrique du Ramier à Toulouse, en 1924.

Au XVIIe siècle, le site est le lieu de construction d'un moulin à poudre, mais ses explosions fréquentes menacent la sécurité de la ville. La municipalité souhaite que la poudrerie se déplace vers le sud des îles plus isolées. Par ce déménagement, la ville souhaite attirer l'activité industrielle sur ces terres. La poudrerie s'installe donc au sud de l'île du Ramier avec la construction de nombreux bâtiments dont le tour de l'horloge seul vestige de la poudrerie. En 1861, la ligne de chemin de fer Toulouse-Bayonne traverse l'île d'Empalot au sud. La poudrerie s'y raccorde en 1914.
En 1918, la centrale hydroélectrique du Ramier est installée entre les deux bras de la Garonne pour produire de l'électricité entre l'île du Grand-Ramier et l'île d'Empalot. Les travaux de sa mise en place ont nécessité la construction de l'usine elle-même, d'un canal de dérivation et d'un pont entre l'île et la rive droite de la Garonne. Sa construction s'étale entre 1917 à 1922 et suit les plans de l'ingénieur Pendariès. L'usine est mise en service en 1922 afin de produire de l'électricité mais aussi de réguler le plan d'eau pour alimenter les usines et stations de pompage. L'usine est une usine dite au fil de l'eau avec une basse chute de 4,30 m. Elle est constituée d'une base en béton et d'un rez-de-chaussée en brique. La machinerie se compose de six turbines à axe vertical et de deux bulbes à turbine à hélices et à génératrices asynchrones. En 1987, l'usine est dotée d'une passe à poissons. Depuis 1958, l'usine appartient à la ville de toulouse. L'électricité produite est vendue à EDF et assure une partie de l'alimentation de la ville. Elle fait régulièrement l'objet d'entretien de révision.
Pour compléter l'usine hydroélectrique, une usine d'incinération d'ordure dite l'usine de gadoue est construite en 1928 ainsi que le pont de Banlève. L'usine est constituée de deux bâtiments : l'usine d'incinération avec sa chaufferie et la briqueterie. Entre 1979 et 1980, l'usine de gadoues est détruite et une autre usine d'incinération est construite au Mirail. Seul le bâtiment de la direction existe de nos jours et sert aux œuvres sociales.
L'ile au sud, la plus en amont, abrite l'implantation de l'usine SEVESO SH ArianeGroup (ex. SNPE), classée en Seuil haut lors de l'inspection du 19 juin 2018.

### Lieu d'activités de loisirs

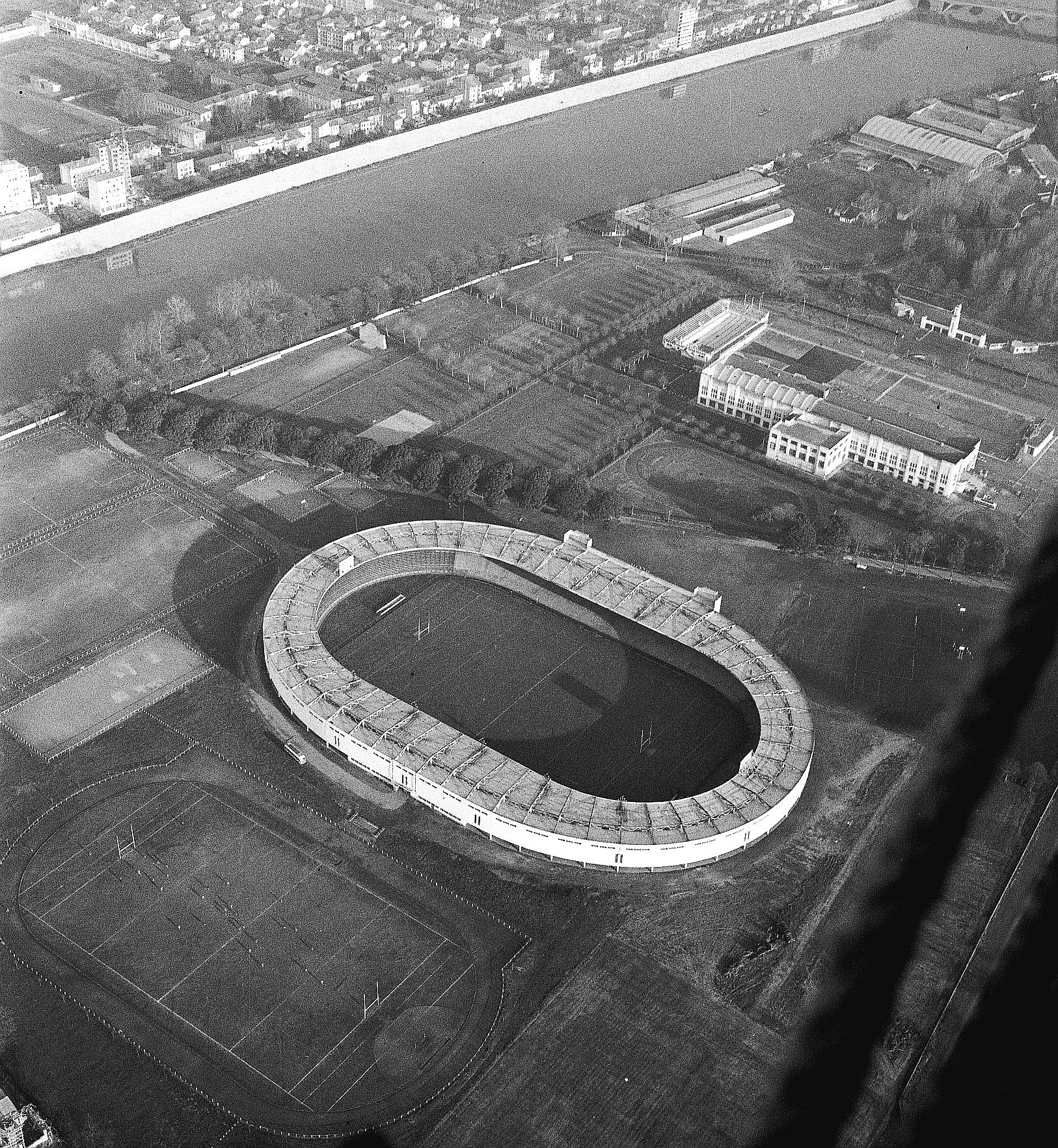
Stadium municipal de Toulouse et parc des sports sur l'île du Ramier, 15 février 1961. Photographie d'André Cros, Archives de Toulouse.

Le site devient un parc toulousain de loisirs en 1904 avec la construction d'un parc public de plus de 50 hectares. Très vite, le lieu devient populaire et un théâtre en plein-air, un kiosque à musique, un café-restaurant, des fêtes et des bals attirent une foule toujours plus nombreuse. À partir des années 1920, des établissements sportifs s'installent sur l'île du Ramier.
En 1928, l'émulation nautique déménage ses hangars à bateaux sur l'île du Ramier. Elle y fait construire un terrain de pelote basque, des courts de tennis et deux pontons. Un autre club nautique, le Rowing-Club, s'installe lui aussi sur l'île. À cette même époque, la municipalité socialiste développe les sports toulousains et propose de faire construire une piscine municipale dont l'architecte est Jean Montariol. Elle accentue son projet en désirant y ajouter un stadium. En 1931, le projet mûrit et se transforme en parc des Sports. Les travaux débutent cette même année malgré les critiques du coût important du projet. La piscine d'été est inaugurée en juillet 1931. La piscine est ensuite agrandie et complétée par une piscine d'intérieur en 1934. La piscine municipale Alfred-Nakache est classée aux monuments historiques depuis 1993.
Le stadium est construit à partir de 1936 derrière la piscine municipale. Mais la Seconde Guerre mondiale ralentit l'exécution des travaux et le stadium n'est terminé qu'en 1950.
Le Parc des expositions de Toulouse, construit entre 1952 et 1966, qui accueilli les foires internationales de Toulouse jusqu'en 2019.
Le club d'aviron (Aviron toulousain) y a sa base depuis sa création en 1979.
Depuis les années 80, les activités de canoë-kayak se sont développées au sud de l'île du Ramier sur un bras de la Garonne.

### Lieu de recherche et d'enseignement
En 1920, un pôle de recherche s'installe sur l'île du Ramier avec le laboratoire de Banlève. Il est créé par l'institut électrotechnique et de mécanique appliquée. Il s'appelle aujourd'hui l'Institut de mécanique des fluides de Toulouse (IMFT). Il sert tout d'abord à étudier les écoulements sur des maquettes de projet hydroélectrique. Il possède un canal long de 117 m, large de 4 m et profond de 5 m dans lequel les maquettes étudiées sont placées. En 1930, le laboratoire est équipé d'un centre de recherche aéro et hydrodynamique. Il est alors doté d'une soufflerie en 1936 dite Soufflerie de Banlève. Les sociétés d'aviations françaises vont très largement utiliser cette soufflerie pour leurs essais jusqu'en 1952.
La première cité universitaire de Toulouse est construite sur l'île du Ramier en 1954. Il s'agit de la cité Daniel-Faucher construite sur pilotis à l'image du pavillon suisse de la Cité internationale universitaire de Paris conçu par Le Corbusier. Quatre autres immeubles sont construits entre 1956 et 1965. Un stade universitaire jouxte les bâtiments.
L'institut du Génie Chimique fondé en 1940 est construit en 1957 à l'actuelle place du casino de Toulouse. Les anciens bâtiments de la Poudrerie sont en partie conservés pour héberger l'institut. Cet institut change de nom et se transforme en École Nationale Supérieure des Ingénieurs du Génie Chimique puis devient l'ENSIACET après une fusion début 2001. En septembre de la même année, l'explosion de l'usine AZF endommage lourdement les locaux et l'école déménage vers Labège.

### Explosion de l'usine AZF
L'explosion de l'usine AZF en septembre 2001 touche de plein fouet les installations de l'île du Ramier. L'école de Chimie (ENSIACET, ex ENSIGC) est complètement détruite. Cette école est reconstruite à Labège. D'autres installations comme le stadium de Toulouse sont sévèrement touchées.
Sur l'île d'Empalot, un casino du groupe Lucien Barrière (Casino-théâtre Barrière) est construit sur le site de l'ancienne école de chimie détruite par l'explosion de l'usine AZF. Ce casino a la particularité d'être sur pilotis pour éviter les risques d'inondations.

## Géographie
Les îles se situent en plein cœur de Toulouse tout le long de la Garonne sur les ramiers entre l'avenue de Muret à l'ouest et le quartier d'Empalot à l'est. Elles mesurent quatre kilomètres de long et six cents mètres de large entre deux bras de la Garonne. La forme des îles s'est beaucoup modifiée au gré des inondations et selon l'apport d'alluvions.

## Lieux et monuments
On y trouve aujourd'hui le Stadium, l'Institut de mécanique des fluides de Toulouse, des piscines municipales (piscine municipale Alfred-Nakache, piscine Castex), la cité universitaire Daniel Faucher et des espaces verts. Pendant plusieurs années, l'île du Ramier est le lieu de déroulement de Toulouse-Plage. Le parc d'exposition est construit entre 1952 et 1966 par l'architecte Pierre Glénat, et annonce la mort du parc toulousain. Les espaces verts et loisirs de ce parc cèdent peu à peu la place aux bâtiments du palais des congrès.
- Soufflerie de Banlève inscrite au titre des monuments historiques depuis le 26 novembre 1997[13].
- Casino-théâtre Barrière
- Usine SNPE-SME

### Aménagements urbain
- Stadium municipal de Toulouse

## Voies de communications et transports

### Transports en commun
- Île du Ramier
  - 66
- Palais de Justice (à proximité)
  - 66
- Croix de Pierre (à proximité)
  - L4L5
  - 34152

### Axes routiers
- Autoroute A620 (rocade ouest) : Accès n°25 (Empalot)